# Johann Jakob Humann

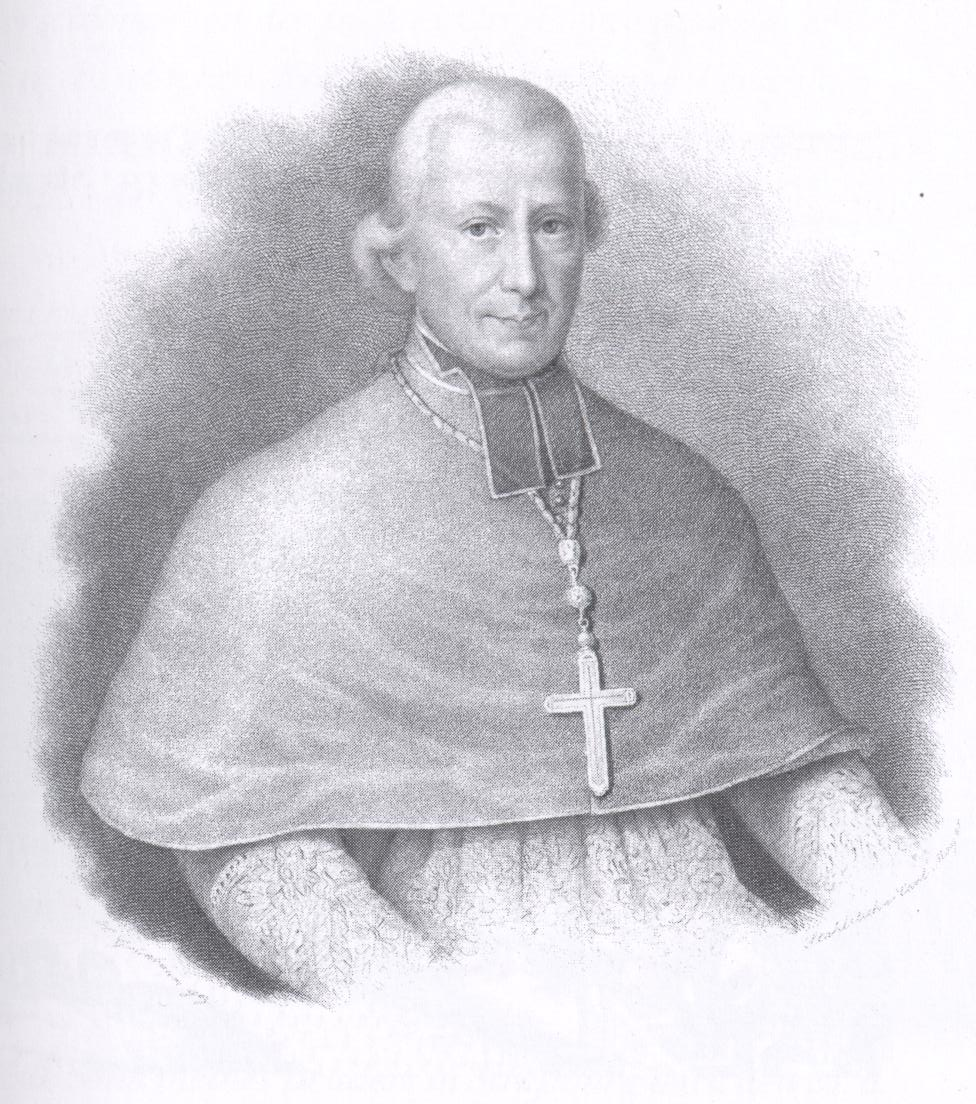
Bischof Johann Jakob Humann, zeitgenössischer Stich.

Johann Jakob Humann (* 7. Mai 1771 in Straßburg; † 19. August 1834 in Mainz) war ein deutscher Bischof. Er war ab 1806 Generalvikar des Bistums Mainz, von 1817 bis 1821 Apostolischer Vikar für das dort abgetrennte, neue Bistum Speyer, 1818 bis 1830 auch Apostolischer Vikar des Bistums Mainz, 1834 für kurze Zeit Bischof von Mainz.

## Leben

### Herkunft und Werdegang
Johann Jakob Humann studierte von 1782 bis 1787 Philosophie, Rhetorik und Theologie am königlichen Colleg in Straßburg. Ab 1790 besuchte er das dortige Priesterseminar. Nach Aufhebung des Priesterseminars der Diözese Unterelsass im Zuge der Französischen Revolution, floh er gemeinsam mit dem Kardinal Louis René Édouard de Rohan-Guéméné in die rechtsrheinischen Besitzungen des Bistums Straßburgs nach Kloster Ettenheimmünster. Am 21. Mai 1796 empfing er in Bruchsal, Fürstbistum Speyer, die Priesterweihe.
Nach der französischen Besetzung der deutschen Gebiete links des Rheines wurden gemäß Konkordat von 1801 zw. Papst Pius VII. und Napoleon, jeweils an den Départementssitzen auch gebietsmäßig deckungsgleiche Bistümer eingerichtet. Die alten Diözesen erklärte man (hinsichtlich ihrer linksrheinischen, nun französischen Gebietsteile) für aufgelöst. Die heutigen Gebiete Rheinhessen und Pfalz gehörten damals zum französischen Département du Mont-Tonnerre mit Departementssitz in Mainz. Zu dieser Großdiözese wurden die linksrheinischen Teile der alten Bistümer Mainz, Worms und Speyer zusammengefasst. Neuer Bischof war Joseph Ludwig Colmar, ein Mann, der die Kirche in diesem Gebiet völlig reformierte und mit seinem Seminarregens Bruno Franz Leopold Liebermann ein für die Ausbildung und Kirchentreue weithin bekanntes Seminar einrichtete. Unter ihrer Ägide und aus ihren Schülern bildete sich der sogenannte Mainzer Kreis, dem viele einflussreiche, meist geistliche Personen des 19. Jahrhunderts zuzurechnen sind.
Johann Jakob Humann kannte sowohl Bruno Liebermann als auch Bischof Colmar. Sie kamen alle drei aus der Diözese Straßburg und auch Liebermann hatte sich zeitweilig – ebenso wie Humann – im rechtsrheinischen Straßburger Kloster Ettenheimmünster bei Kardinal Louis René Édouard de Rohan-Guéméné aufgehalten. Für Bischof Joseph Colmar war Humann seit 1802 als Privatsekretär tätig und wurde 1806 Generalvikar des Bistums Mainz. Nach dem Ende der Franzosenzeit trennte man 1817 den südlichen Teil der Großdiözese Mainz wieder ab und formierte daraus das neue Bistum Speyer. Die faktische Trennung der beiden Sprengel, die jetzt auch unterschiedlichen Ländern – nämlich der Pfalz (Bayern) und dem Großherzogtum Hessen – angehörten, zog sich aber noch bis 1821 hin.

### Apostolischer Vikar

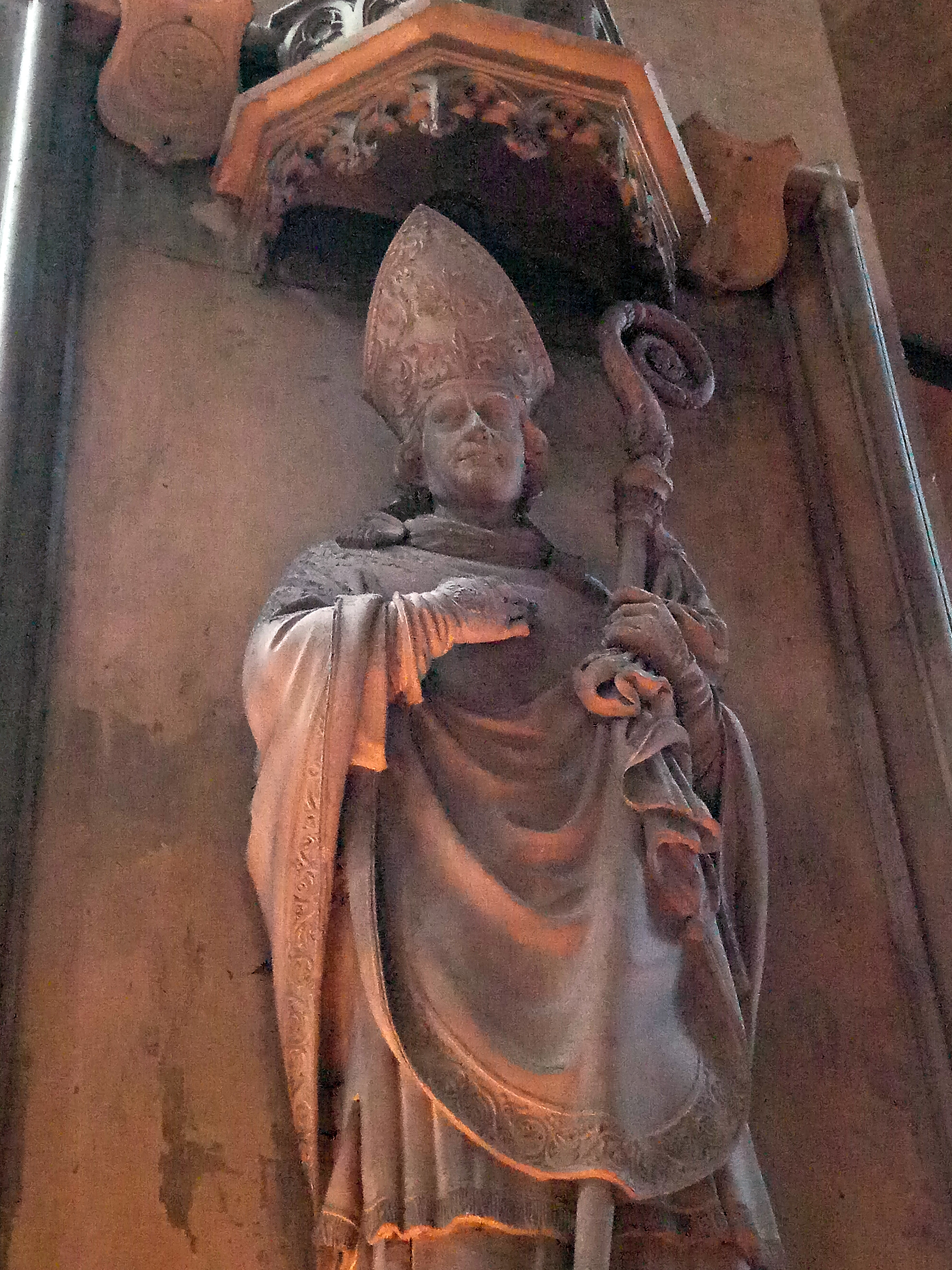
Darstellung auf dem Grabdenkmal im Mainzer Dom

Von 1817 bis 1821 fungierte Johann Jakob Humann sehr fachkundig und gewissenhaft als Bistumsverweser bzw. Apostolischer Vikar des formell zwar gegründeten, aber faktisch noch nicht existierenden neuen Bistums Speyer. Dem treu kirchlich gesinnten Mainzer Kreis angehörend, verstand er es, das neue Speyerer Domkapitel mit ebensolchen Leuten zu besetzen bzw. sie dafür in Vorschlag zu bringen. Die bayerische Regierung und der Apostolische Nuntius Franz Serra Cassano bestellten die Domkapitulare laut Konkordat in Übereinstimmung. Der Nuntius unterrichtete am 28. Oktober 1821 Kardinalstaatssekretär Ercole Consalvi in Rom, brieflich darüber und schreibt:

„Bei der Bildung des Kapitels der neuen Diözese Speyer haben mir die Aufklärungen des apostolischen Vikars – gemeint ist Humann – viel dazu geholfen, ordentliche Männer ins Kapitel zu bringen und die schlechten auszuschalten. Der kirchliche Geist dieses Mainzer Klerus ist der beste, dank der Sorge des trefflichen, verstorbenen Bischofs Colmar.“

König Maximilian Joseph von Bayern hätte gerne Joseph Colmar als Bischof von Speyer gewonnen, den er sehr schätzte und aus Straßburg kannte. Er ließ ihm den Bischofsstuhl am 24. Dezember 1817 offiziell anbieten. Colmar lehnte aus Gründen des fortgeschrittenen Alters und der angegriffenen Gesundheit mit Schreiben vom 8. Februar 1818 ab, empfahl dabei dem König jedoch wärmstens seinen Generalvikar Johann Jakob Humann, der aber wegen seiner betont kirchentreuen Haltung bei der liberalen bayerischen Regierung unter Minister Montgelas nicht durchsetzbar war. Zum Bischof von Speyer wurde am 16. Februar 1818, der staatskirchlich gesinnte Matthäus von Chandelle ernannt. Für ihn leitete Johann Jakob Humann bis 23. September 1821 die Amtsgeschäfte als „Apostolischer Vikar“ für das Bistum Speyer. Nach dem Tod Joseph Colmars, am 15. Dezember 1818, versah er die gleiche Aufgabe (bis 1830!) auch im nördlichen (hessischen) Restbistum Mainz.

Am 9. Dezember 1821 erfolgte in der Klosterkirche St. Magdalena in Speyer die Installation des neuen Domkapitels, anschließend fand im besagten Kloster „ein frohes Mahl“ statt, an dem der bisherige Bistumsvikar Johann Jakob Humann und die frisch eingeführten Domkapitulare in herzlicher Atmosphäre teilnahmen. Der neue Bischof Matthäus von Chandelle war noch nicht anwesend. Humann hielt bei der Einsetzung der Domherren eine feierliche Ansprache, die auszugsweise bei Franz Xaver Remling, „Neuere Geschichte der Bischöfe zu Speyer“, abgedruckt ist:

„Die Speyerer Diözese, welche unter den Stürmen der letztverflossenen Zeit, wie so viele andere kirchliche Institutionen zu Grunde gegangen war, erhebet sich also wieder von ihrem Falle. Ihr ehrwürdiger Name soll neuerdings in den Reihen der bischöflichen Sitze seine Stelle einnehmen und die glorwürdigen Oberhirten, die Jahrhunderte hindurch ihr vorstanden, sollen wieder Nachfolger erhalten, die von Jahrhunderten zu Jahrhunderten sich ersetzen und fortpflanzen. Bereits ist durch apostolische Verfügung wieder ein Sprengel angewiesen. Heute treten Sie, als Senat desselben in die Bahn ihres erhabenen Berufes ein. Die göttliche Vorsehung geht, so zu sagen, Schritt vor Schritt in der Ausführung ihres großen Planes zur Wiederherstellung der Kirche in unserem Vaterland. … Die Bande einer gemeinsamen Diözese, die uns 18 Jahre lang umschlungen und verbrüdert haben, sind gegenwärtig durch die erfolgte Diözesantrennung zwar zerrissen, aber es werden fortbestehen die Bande der Verehrung und Liebe, die mich mehr noch als jene, an diesen Diözesantheil und seine würdige Geistlichkeit gefesselt hatten. Lassen Sie mich, hochwürdige Herren, die Versicherung mit zurück nehmen, daß auch Mainz und sein Clerus, Ihrem Herzen nie werden entfremdet werden.“

Wie Joseph Colmar ehedem das neue französische Bistum Mainz organisierte, muss es Humann nun ebenso für das hessische Restbistum Mainz tun. Er bemüht sich darum, die streng kirchentreue Linie seines Vorgängers Colmar mit der staatskirchlich gesinnten Regierung in Darmstadt zu versöhnen. Die hessische Regierung versucht erheblich in ihrem Sinne in das kirchliche Leben einzugreifen, ein Konkordat das die gegenseitigen Rechte regelt – wie in Bayern – gibt es nicht. Deshalb kommt es auch lange nicht zu einer Neubesetzung des bischöflichen Stuhles. Man verharrt sozusagen beiderseits im Status quo und trägt Grabenkämpfe aus. 1822 wird z. B. der Druck der renommierten, romorientierten Zeitschrift des Mainzer Priesterseminars (Sprachrohr des Mainzer Kreises) „Der Katholik“, kurzerhand verboten. Das Blatt hatte die staatliche Verschleuderung klösterlicher Güter kritisiert. Hier kamen Humann seine alten Beziehungen nach Straßburg und Speyer zugute. Das Blatt konnte dort weitergedruckt werden. Erst ab 1842 wird es wieder in Mainz produziert. Im Mainzer Priesterseminar, mit seinen ebenso traditionsgesinnten wie kämpferischen Professoren, kann man unter Johann Jakob Humann jährlich über 30 Neupriester weihen; eine sehr stolze Zahl im Vergleich mit dem restlichen Deutschland. Nach innen hält Humann am seelsorgerischen und spirituellen Kurs Joseph Colmars fest, nach außen hin kooperiert er so gut als möglich und nötig mit der Darmstädter Regierung. Immer wieder weiß er die Wogen zu glätten und in vielen Fällen führt das sich etwas entspannende Klima auch zu guten Ergebnissen. So hilft man in Darmstadt finanziell bei der Restaurierung des Mainzer Domes mit, welche Humann sehr am Herzen liegt. Die Kathedrale erhält einen neuen Dachstuhl und der Ostturm 1828 eine runde (später wieder entfernte) Eisen-Kuppel, entworfen von dem Darmstädter Oberbaudirektor Georg Moller. Am 12. Juli 1830 wird der Mainzer Bischofsstuhl endlich in der Person des liberal und staatskirchlich gesinnten Bischofs Joseph Vitus Burg neu besetzt. Er war ein ehemaliger Speyerer Franziskaner und stammte aus Offenburg in Baden. Johann Jakob Humanns Regierung als Apostolischer Vikar endete damit. Bischof Burg starb bereits am 22. Mai 1833 an einer Lungenentzündung. Um die Vertretung der römisch-katholischen Kirche auf den sich gerade formierenden fünften Landständen des Großherzogtums Hessen 1833 sicherzustellen, wurde Johann Jakob Humann zu deren Vertreter ernannt.

### Bischof von Mainz

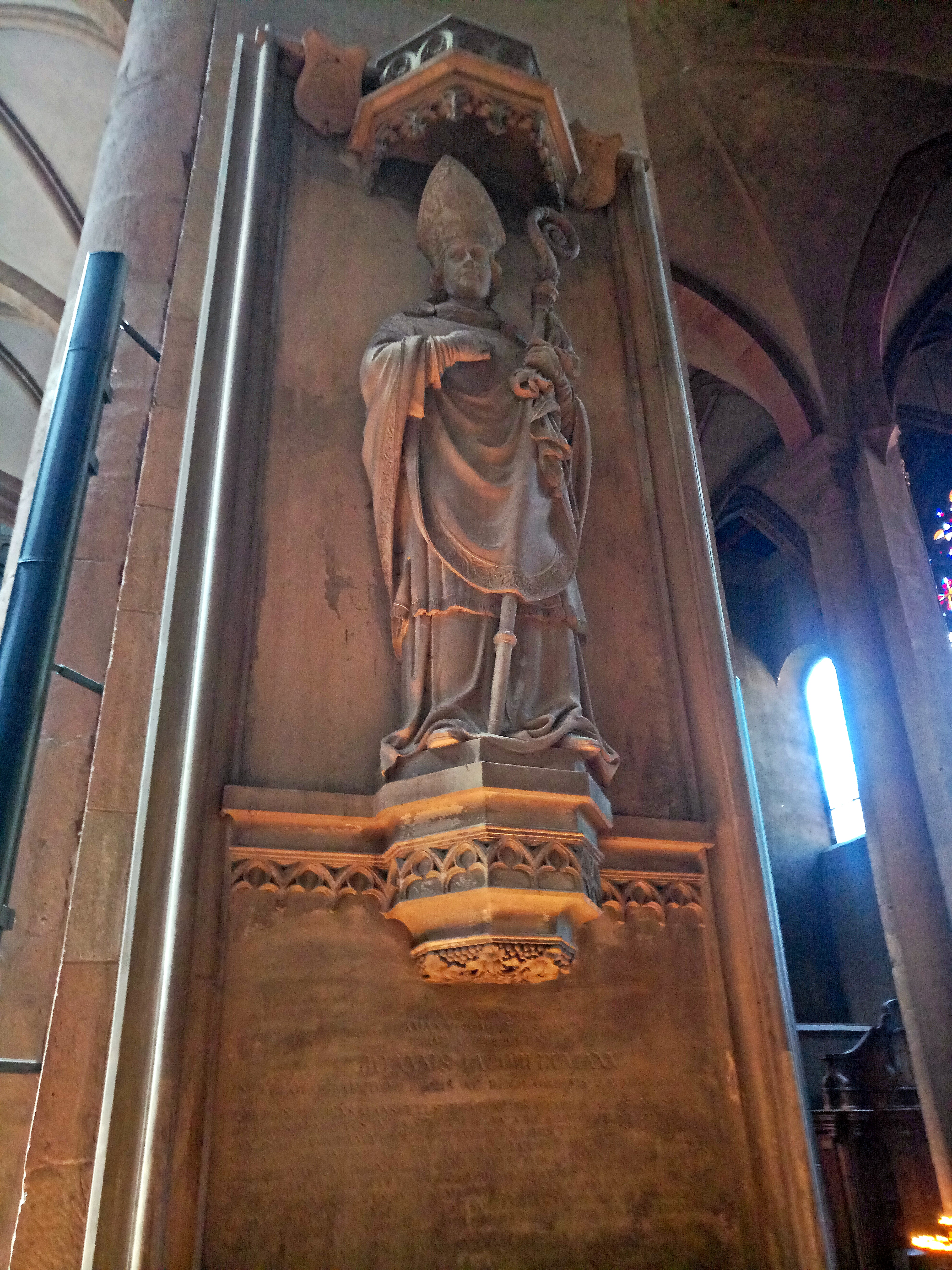
Grabdenkmal im Mainzer Dom

Am 16. Juli 1833 wurde Johann Jakob Humann als Nachfolger Burgs zum Bischof von Mainz ernannt und am 11. Juni 1834 durch den Bischof von Fulda, Johann Leonhard Pfaff geweiht. Gemäß der Verfassung des Großherzogtums Hessen war er als Bischof qua Amt Mitglied der ersten Kammer der Landstände des Großherzogtums Hessen.
Er erließ nur einen einzigen Hirtenbrief:

„Wir sagen es mit Wehmut, aber eine vielfältige, schmerzliche Erfahrung bürgt uns für die traurige Wahrheit unseres Ausspruches, dass jenes ungemessene Streben nach Freiheit und Unabhängigkeit, woran unser Geschlecht krank liegt, sich jeder höheren Autorität in Kirche und Staat zu entziehen trachtet. Die Bewegung welche die bürgerliche Gesellschaft erschüttert und hinreißt, will auch in die Kirche des lebendigen Gottes eindringen. Ihre ehrwürdigen Anstalten werden als veraltete Formen geschildert, die eine neue, dem Zeitgeist entsprechende Umgestaltung verlangen und Laien maßen sich an, den von Jesus Christus aufgestellten Führern seiner Herde (1. Kor 4,1), den Dienern und Ausspendern seiner Geheimnisse, vorschreiben zu wollen, auf welche Art und Weise, unter welchen äußeren Gebräuchen, in welcher Sprache und an welchen Orten die selben von ihnen ausgespendet werden sollen.“

Johann Jakob Humann starb bereits am 19. August 1834 und ist im Mainzer Dom beigesetzt. Trotz seiner sehr kurzen Amtszeit als Bischof, hat er die Bistümer Mainz u. Speyer, als Generalvikar bzw. als Apostolischer Vikar über viele Jahre hinweg deutlich geprägt und sich dabei große Verdienste erworben. Bei der Neugründung der Diözese Speyer, 1817, ermöglichte Humann durch eine geschickte Personalpolitik in der Besetzung von Schlüsselpositionen, einen hervorragenden Start des Bistums, der bei einem geeigneteren Bischof als Matthäus von Chandelle sicher noch besser ausgefallen wäre.